# Ангерберг
Ангерберг (нім. Angerberg) — містечко й громада округу Куфштайн у землі Тіроль, Австрія.
Ангерберг лежить на висоті 650 м над рівнем моря і займає площу 19,53 км². Громада налічує 1768 мешканців.
Густота населення 91/км².
Громада належить до судового округу Раттенберг.
|                                    |
| Ангерберг на мапі округу та землі. |

 Адреса управління громади: Linden 5, 6320 Angerberg.